# Peninsula Lake, Alberta
Peninsula Lake är en sjö i Kanada.   Den ligger i provinsen Alberta, i den centrala delen av landet, 2 700 km väster om huvudstaden Ottawa. Peninsula Lake ligger 644 meter över havet. Arean är 1,3 kvadratkilometer. Den sträcker sig 1,6 kilometer i nord-sydlig riktning, och 1,8 kilometer i öst-västlig riktning.
Trakten runt Peninsula Lake består till största delen av jordbruksmark. Trakten runt Peninsula Lake är nära nog obefolkad, med mindre än två invånare per kvadratkilometer.